# 麻將 (1983年遊戲)
《麻将》是任天堂于1983年在红白机推出的麻将游戏软件。1984年推出任天堂对战系统街机版，1986年在FC磁碟机再版，2001年收录于《动物森友会+》游戏中。

## 玩法
游戏可以单人或双人游玩，然而双人模式为玩家轮流和电脑对战。游戏分为初级、中级和上级三种难度。初级难度配牌较为有利，且能防止诈和；中级没有防诈和功能；上级配牌较严，且有12秒舍牌限制。

## 评价
磁碟机版销量21万，磁碟重写为26万次。